# Nick Brunelli
Nicholas ("Nick") James Brunelli, né le 18 décembre 1981, est un nageur freestyle américain de Norwood, Massachusetts, qui a remporté la médaille d'or de l'épreuve 4 x 100 m quatre nages relais masculin aux 2003 Jeux panaméricains. Il a aussi remporté l'or au 4 × 100 m nage libre aux Championnats du monde de natation en petit bassin 2004.
Il dispose également d'un blog sur nickbrunelli.wordpress.com

## Source de la traduction
- (en) Cet article est partiellement ou en totalité issu de l’article de Wikipédia en anglais intitulé « Nick Brunelli » (voir la liste des auteurs).